# The Adventures of Robin Hood (videójáték)
A The Adventures of Robin Hood egy videójáték, amit 1991 őszén adott ki a Millennium Interactive.
A játék eredetileg a vadnyugaton játszódott volna, azonban a fejlesztők később Robin Hood legendája mellett döntöttek. A főhőst, Robin of Loxley-t Nottingham seriffje megfosztja a várától, ezért Maid Marian, Little John, Will Scarlet és Friar Tuck segítségét kéri ennek visszaszerzésére.
A játékmenet „akció szerepjátékként” lehetne leírni. A játékos Robint irányítja, ahogy kirabolja a gazdagokat, hogy ezt a szegényeknek adja, Sherwood erdejében kalandozik, legyőzi a seriff csatlósait, különleges tárgyakat gyűjt össze és megmenti a parasztokat. A hősies tettek megnövelik Robin népszerűségét a nem-játékos karakterek között. Az íjászat fontos szerepet kapott a játékban.
A The Adventures of Robin Hood izometrikus felülete a Populous-éhoz hasonló. A Robin Hood izometrikus felületetét később a Rome: Pathway to Power videójátéknál is alkalmazták.
A játék borítóján Kevin Costner látható a Robin Hood: A tolvajok fejedelme című filmből, de a játék nem követi a film cselekményeit.

## Külső hivatkozások
- A The Adventures of Robin Hood a MobyGames-en